# S-Bahn w Stuttgarcie
S-Bahn w Stuttgarcie (niem. S-Bahn Stuttgart) – system kolei miejskiej (S-Bahn) obsługującej Region Stuttgart, aglomerację zamieszkałą przez ok. 2,6 mln osób, składającą się z miasta Stuttgart i przyległych powiatów Esslingen, Böblingen, Ludwigsburg i Rems-Murr. Składa się z sześciu linii ponumerowanych od S1 do S6 i jest obsługiwana przez DB Regio, spółkę zależną Deutsche Bahn. System jest zintegrowany z regionalnym związkiem transportowym – Verkehrs- und Tarifverbund Stuttgart (VVS), który koordynuje bilety i opłaty wszystkich przewoźników w obszarze metropolitalnym.

## Linki zewnętrzne

S-Bahn Stuttgart

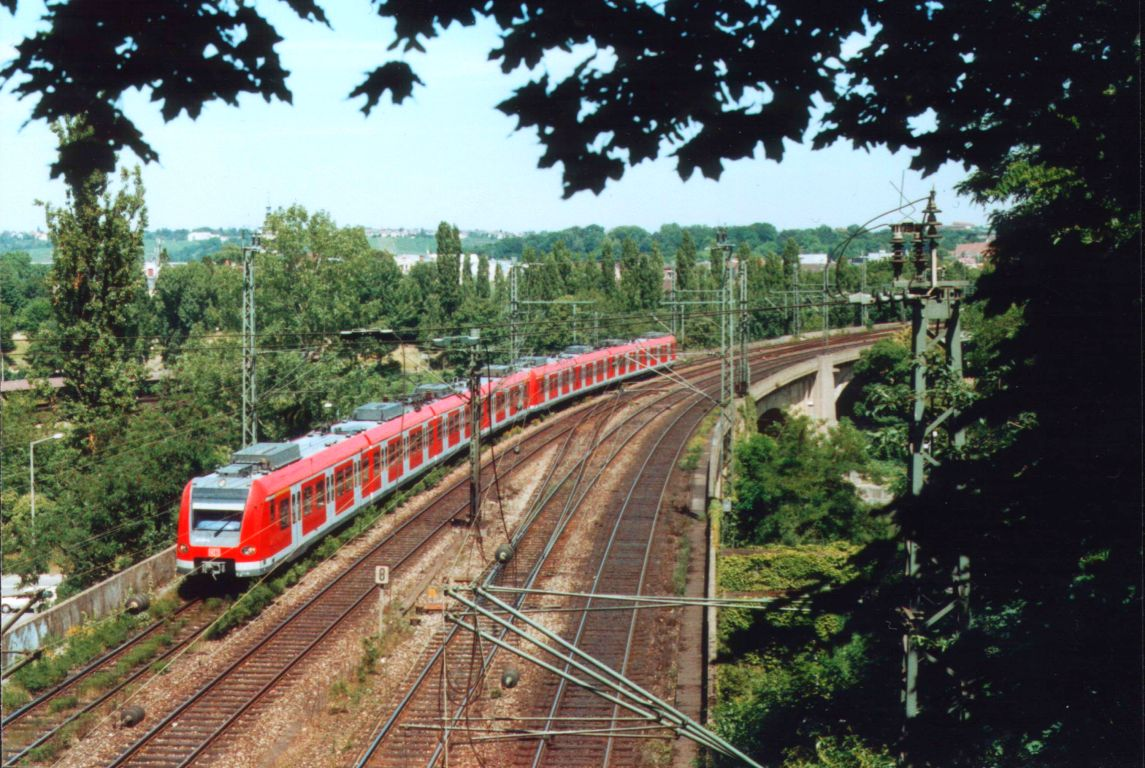
Pociąg S-Bahn Stuttgart